# Лейбович, Йешаяху
Йешая́ху Ле́йбович (ивр. ישעיהו ליבוביץ‎, англ. Yeshayahu Leibowitz; 29 января 1903, Рига, Лифляндская губерния, Российская империя — 18 августа 1994, Иерусалим, Израиль) — еврейский учёный и философ, профессор биохимии, органической химии и нейрофизиологии Еврейского университета в Иерусалиме, врач.

## Биография
Родился в Риге в 1903 году в семье Калмана-Мордехая Эльяшевича Лейбовича (сын Псковского 1-й гильдии купца) и Фрейды Абрамовны Нимцович. Двоюродный брат А.И. Нимцовича. Прибыл в Берлин в 1919 году, учился там в университете. Там же получил докторскую степень по химии в 1924 году. Был ассистентом Карла Нойберга. Последний дал рекомендательное письмо кардиологу Бруно Кишу в Кёльн. В письме отмечались критический ум, высокие способности, эрудиция и прирождённые лекторские данные Лейбовича. Лейбович переехал в Кёльн в 1928 году, где впервые стал участвовать в общественной жизни в рамках ортодоксально-религиозного и сионистского движения Мизра́хи. Предположительно, в Кёльне он встретил Грету Винтер (1907, Кемпен — 2001, Иерусалим), ставшую впоследствии его женой. В 1928 году Грета окончила семинар учителей. С 1931 года супруги проживали в Гейдельберге, где Грета получила звание доктора за работу по истории по прикладной математике[уточнить]. После прихода нацистов к власти Лейбовичи переехали в Базель. Лейбович продолжал там обучение по биохимии и медицине и сдал экзамены на врача.
В 1934 году эмигрировал в подмандатную Палестину и обосновался в Иерусалиме, где прожил всю оставшуюся жизнь. С 1936 года работал в Еврейском университете, сначала на кафедре математики, потом в 1941 году стал профессором биохимии. С 1952 года занимал должность старшего профессора по органической химии и неврологии. В общей сложности преподавал в этом университете около 60 лет, в последние годы делал упор на философию науки и религии, а также занимался политикой и публицистикой, причём стоял на левых позициях, с самой Шестидневной войны предупреждал о моральных опасностях удержания контролируемых территорий. Редактировал «Еврейскую энциклопедию». Лейбович свободно владел семью языками — иврит, идиш, русский, немецкий, английский, французский и латынь. Был активен до последнего дня, умер во сне в 1994 году.

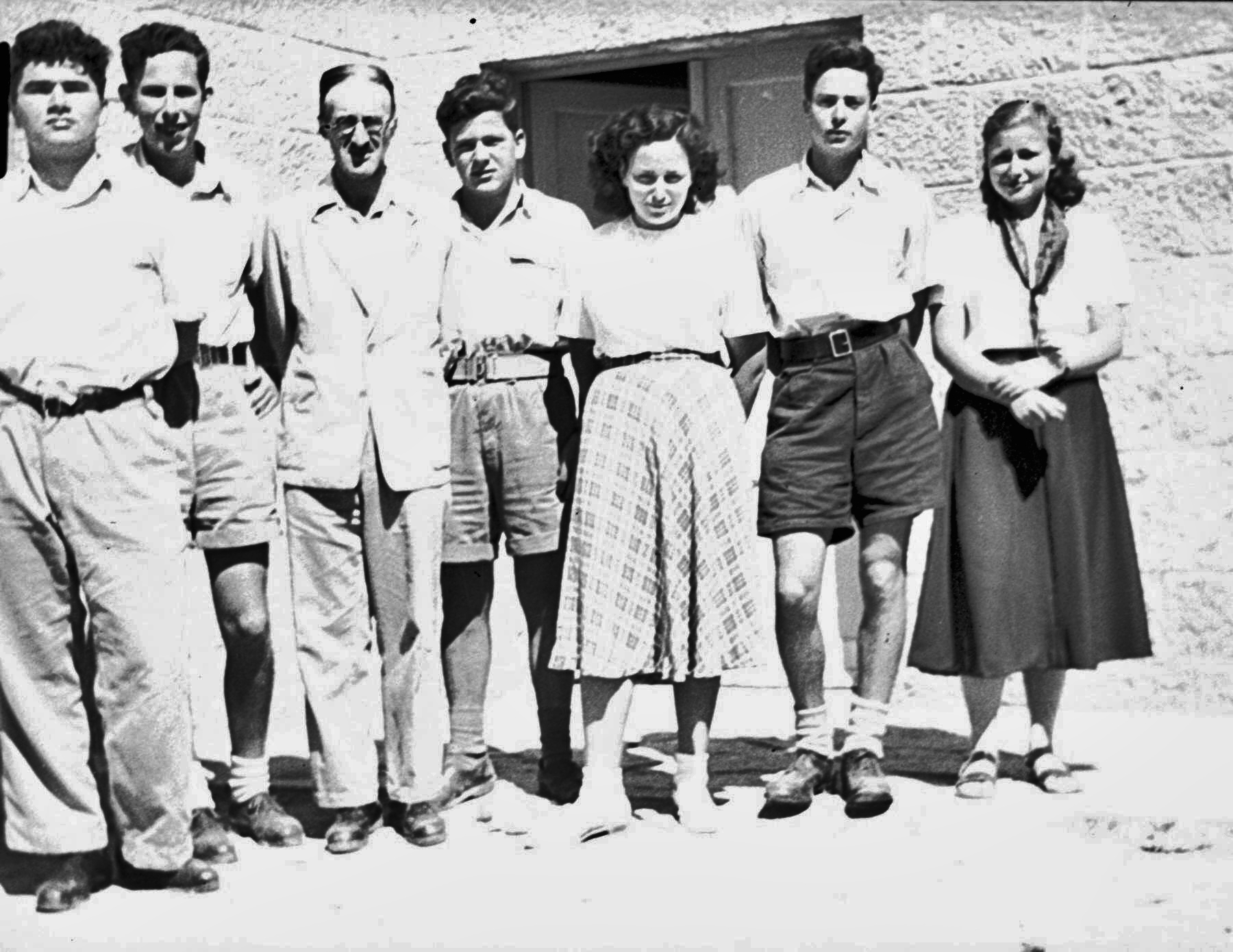
Профессор Лейбович со студентами, Иерусалим, 1961.
Лейбович в лаборатории
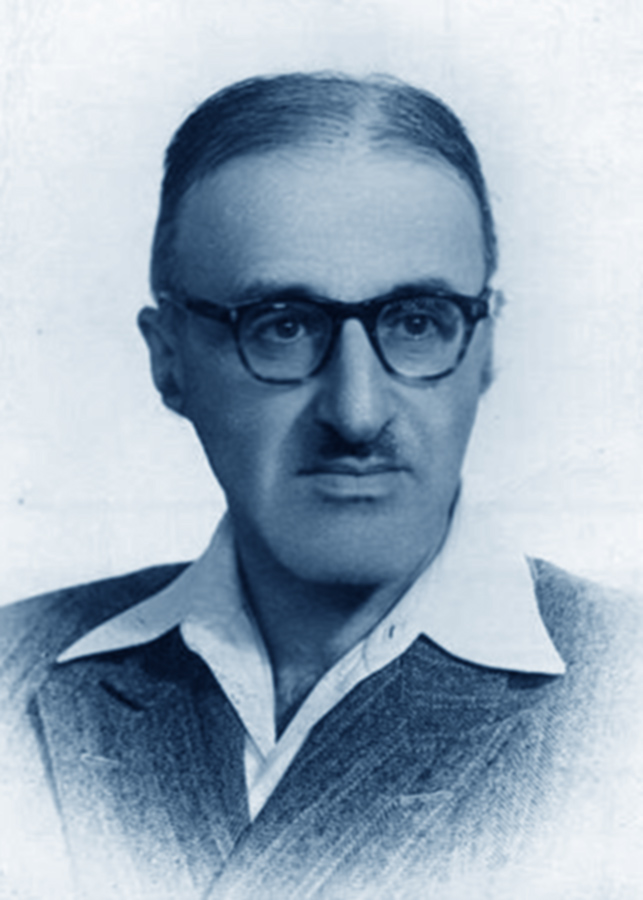
Лейбович в молодые годы

## Семья
Лейбович был женат на Грете, которая имеет докторскую степень по математике, и у них родилось шестеро детей, двое из них стали профессорами. Сестра Нехама Лейбович — специалист по Библии, педагог, автор многих книг и статей.

## Общественный резонанс
Взгляды профессора Лейбовича вызывали зачастую резкую реакцию неприятия, особенно в правом лагере: так, он ввёл термин «иудео-нацизм» и называл ритуалы Стены Плача («ивр. kotel‎») дискотекой («дискотель»). За год до смерти, в 1993 году, Лейбович был удостоен Государственной премии Израиля, но присуждение вызвало бурные протесты, в том числе со стороны главы правительства Ицхака Рабина, и Лейбович предпочёл отказаться от премии.

## Философия
Многие факторы приводили к тому, что учение Лейбовича оставалось непонятым. Он разбрасывал множество необычных парадоксальных идей, некоторые важные для него темы он, наоборот, держал скрытыми. Он никогда не излагал своё учение систематически, иногда использовал термины в смысле, отличающемся от общепринятого. Помимо того, выступления профессора вызывали в слушателях очень сильные эмоции, затрудняющие рациональное восприятие. Публика также затруднялась классифицировать его как пророка, публициста, философа или учёного.
Всю жизнь Лейбович был ортодоксальным религиозным евреем, следовал рационалистической школе Маймонида, написал книгу «Иудаизм, еврейский народ и Государство Израиль» (1975 год), вызвавшую большие споры.
Лейбович придерживался взгляда, что Бог непостижим, и главное значение иудаизма в свободном подчинении непостижимой воле Бога в соответствии с законом галахи. Именно религиозная практика объединяет общину, а догматы являются лишь попыткой её интерпретации. Соответственно вопрос о Холокосте теряет, для Лейбовича, свою остроту именно ввиду непостижимости Бога. Известно его высказывание в ответ на реплику собеседника, что тот перестал верить в Бога после Катастрофы. На это Лейбович сказал: «Значит, вы и до этого в него не верили».
В философии науки выступал против редукционизма. В политической мысли стоял на позициях секуляризации государства, отрицал роль государства Израиль как начала процесса мессианского избавления, хотя и был и сионистом, и религиозным.

## Труды
- Ишаяху Лейбович. Принятие власти Неба: комментарий к недельному разделу = Accepting the Yoke of Heaven: Commentary on the Weekly Torah Portion (англ.). — Urim Publications, 2006. — 203 p. — ISBN 978-9657108772.
- Ишаяху Лейбович. Иудаизм, человеческие ценности и еврейское государство = Judaism, Human Values, and the Jewish State (англ.). — Harvard University Press, 1995. — 328 p. — ISBN 978-0674487765.
- Ишаяху Лейбович. Вера Маймонида = The faith of Maimonides (англ.). — Тель-Авив: Mod Books, 1989. — 328 p.
- Ишаяху Лейбович. Пять книг о вере = חמישה סיפרי אמונה (иврит). — Keter, 1995. — 110 с. — ISBN 978-9650705169.